# Aud Brindley
Audley Brindley, detto Aud (Mineola, 31 dicembre 1923 – Stamford, 19 novembre 1957), è stato un cestista statunitense, professionista nella BAA.